# Sesc Consolação
O Sesc Consolação é um centro de cultura e lazer localizado na cidade de São Paulo. Pertence a instituição brasileira privada do Serviço Social do Comércio (SESC). O Teatro Anchieta, que fica no local, tem capacidade para 280 pessoas.

## Crítica
Na pesquisa feita pela Veja em 2009, o teatro do local foi eleito como o melhor da cidade. Em 28 de setembro de 2014, foi publicado na Folha de S.Paulo o resultado da avaliação feita pela equipe do jornal ao visitar os sessenta maiores teatros da cidade de São Paulo. O Teatro Anchieta foi premiado com quatro de cinco estrelas, "bom", com o consenso: "Fica na parte térrea do Sesc Consolação. A programação contempla, quase sempre, peças com atores e diretores renomados, e a disposição das cadeiras permite que o público tenha boa visão do palco. No dia da visita, não havia aviso luminoso nas saídas de emergência. O teatro diz que existe iluminação nas laterais, que serve como indicação de saída, mas que estão promovendo uma atualização dos avisos."
Na revisão de 2015, o teatro recebeu a mesma nota, com o consenso: "Falta placa de indicação para o banheiro, que fica lá embaixo ao lado da entrada da sala e ninguém encontra - só perguntando para os funcionários. Já lá dentro, a visibilidade é boa, mas quem está na fileira da frente pode atrapalhar a visão de quem está atrás. Fora isso, o espaçamento entre as fileiras é bom, assim como o conforto das cadeiras, e o hall é amplo, com sofás e uma bonbonnière (...) O local para cadeirantes, mesmo na parte de cima, é bem localizado. (...)"